# Sayago (Montevideo)
Sayago – barrio (sąsiedztwo lub dzielnica) miasta Montevideo, stolicy Urugwaju. Znajduje się na północ od centrum.
Graniczy z Colón Centro y Noroeste na północy, Peñarol na północy i wschodzie, Paso de las Duranas na południu i południowym wschodzie, Belvedere na południowym zachodzie oraz Nuevo París i Conciliación na zachodzie. Przecina je Bulevar José Batlle y Ordóñez.
Znajduje się tu Wydział Rolniczy Uniwersytetu Republiki oraz stacja kolejowa Estacion Sayago.

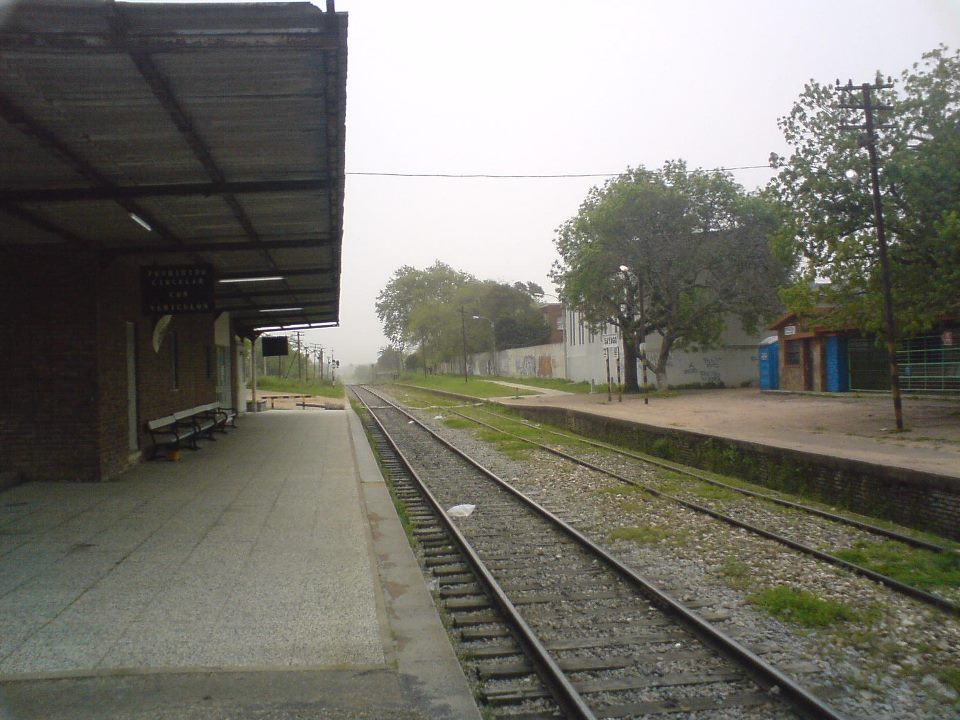
Stacja kolejowa Sayago